# A-Sides
A-Sides – kompilacja singli amerykańskiego zespołu rockowego Soundgarden. Ukazała się 4 listopada 1997 (już po zawieszeniu działalności grupy) nakładem wytwórni A&M Records i była ostatnim oficjalnym albumem Soundgarden do momentu wydania Telephantasm w 2010 roku.
Na liście Billboard Hot 200 płyta A-Sides znajdowała się przez 11 tygodni i dotarła do 63. miejsca.

## Opis
Album został wydany w 1997 r. przez wytwórnię A&M Records. A-Sides zadebiutował na 63. miejscu na liście Billboard 200. Płyta sprzedała się w ponad 500 tys. egzemplarzy w Stanach Zjednoczonych, oraz w ponad 700 tys. egzemplarzy na całym świecie. Ponadto, płyta została odnotowana na 51. miejscu na UK Albums Chart, 39. na Australian Albums Chart, oraz 6. na New Zealand Albums Chart.
Album promował wcześniej niepublikowany utwór Bleed Together, nagrany w 1996 roku podczas sesji do albumu Down on the Upside, wydany na singlu w 1997 roku i będący ostatnim singlem Soundgarden, do czasu ukazania się Black Rain w 2010 roku.

## Lista utworów
| Nr. |  | Tytuł                                                                             | Tekst         | Muzyka                                                | Długość |
| --- |  | --------------------------------------------------------------------------------- | ------------- | ----------------------------------------------------- | ------- |
| 1.  |  | „Nothing to Say” z albumu Screaming Life                                          | Chris Cornell | Kim Thayil                                            | 3:56    |
| 2.  |  | „Flower” z albumu Ultramega OK                                                    | Chris Cornell | Kim Thayil                                            | 3:25    |
| 3.  |  | „Loud Love” z albumu Louder Than Love                                             | Chris Cornell | Chris Cornell                                         | 4:57    |
| 4.  |  | „Hands All Over” z albumu Louder Than Love                                        | Chris Cornell | Kim Thayil                                            | 6:00    |
| 5.  |  | „Get on the Snake” z albumu Louder Than Love                                      | Chris Cornell | Kim Thayil                                            | 3:44    |
| 6.  |  | „Jesus Christ Pose” z albumu Badmotorfinger                                       | Chris Cornell | Kim Thayil, Chris Cornell, Ben Shepherd, Matt Cameron | 5:51    |
| 7.  |  | „Outshined” z albumu Badmotorfinger                                               | Chris Cornell | Kim Thayil, Chris Cornell                             | 5:11    |
| 8.  |  | „Rusty Cage” z albumu Badmotorfinger                                              | Chris Cornell | Chris Cornell                                         | 4:26    |
| 9.  |  | „Spoonman” z albumu Superunknown                                                  | Chris Cornell | Chris Cornell                                         | 4:06    |
| 10. |  | „The Day I Tried to Live” z albumu Superunknown                                   | Chris Cornell | Chris Cornell                                         | 5:19    |
| 11. |  | „Black Hole Sun” z albumu Superunknown                                            | Chris Cornell | Chris Cornell                                         | 5:18    |
| 12. |  | „Fell on Black Days” z albumu Superunknown                                        | Chris Cornell | Chris Cornell                                         | 4:42    |
| 13. |  | „Pretty Noose” z albumu Down on the Upside                                        | Chris Cornell | Chris Cornell                                         | 4:12    |
| 14. |  | „Burden in My Hand” z albumu Down on the Upside                                   | Chris Cornell | Chris Cornell                                         | 4:50    |
| 15. |  | „Blow Up the Outside World” z albumu Down on the Upside                           | Chris Cornell | Chris Cornell                                         | 5:46    |
| 16. |  | „Ty Cobb” z albumu Down on the Upside                                             | Chris Cornell | Ben Shepherd                                          | 3:05    |
| 17. |  | „Bleed Together” premierowy utwór pochodzący z sesji do albumu Down on the Upside | Chris Cornell | Chris Cornell                                         | 3:54    |

## Twórcy
| - Matt Cameron – perkusja, instrumenty perkusyjne - Chris Cornell – gitara, śpiew - Ben Shepherd – gitara basowa (utwory 6-17) - Kim Thayil – gitara - Hiro Yamamoto – gitara basowa (utwory 1-5) | - Jack Endino – inżynier, asystent inżyniera - Michael Barbiero – miksowanie - Michael Beinhorn – producent - Drew Canulette – producent, inżynier - Jason Corsaro – inżynier - Terry Date – producent, inżynier - Ron Saint Germaine – miksowanie - Steve Gilbert – zdjęcie - Efren Herrera – asystent inżynier - Adam Kasper – producent, inżynier, asystent, mixing asystent - Brendan O’Brien – miksowanie - Charles Peterson – zdjęcia - Steve Thompson – miksowanie - Howie Weinberg – mastering - Nelson Ayres – mixing asystent - Larry Brewer – asystent producenta - Stuart Hallerman – asystent inżyniera - John Jackson – mixing asystent - Michael Lavine – zdjęcia - Dave Collins – mastering - Kevin Westenberg – zdjęcia - Sam Hofstedt – asystent inżyniera - Matt Bayles – asystent inżyniera - Mark Seliger – zdjęcia - Larimie Garcia – zdjęcia - Lance Limbocker – inżynier - Jan Van Oldenmark – zdjęcia |

## Pozycje w zestawieniach

### Album
| Ranking (1997)           | Pozycja |
| ------------------------ | ------- |
| New Zealand Albums Chart | 6       |
| US Billboard 200         | 63      |
| UK Albums Chart          | 90      |
| Ranking (1998)           | Pozycja |
| Australian Albums Chart  | 39      |

### Single
| Rok  | Singel           | Najwyższa pozycja | Najwyższa pozycja |
| Rok  | Singel           | US Main           | US Mod            |
| ---- | ---------------- | ----------------- | ----------------- |
| 1997 | „Bleed Together” | 13                | 32                |